# بروکفیلد (ایلینوی)
بروکفیلد (به انگلیسی: Brookfield) یک روستا در ایالات متحده آمریکا است که در شهرستان کوک (ایلینوی) واقع شده‌است. بروکفیلد ۷٫۹۵ کیلومتر مربع مساحت و ۱۸٬۹۷۸ نفر جمعیت دارد. باغ وحش بروکفیلد در این روستا قرار دارد.